# غاري غراف
غاري غراف (بالإنجليزية: Gary Graff) هو صحفي أمريكي، ولد في 7 نوفمبر 1960.